# بئر بورين
بئر بورين هو بئر ماء قديمة في مدينة باقة الغربية الواقعة في المثلث في فلسطين التاريخية، البئر بعمق 12 متر، كان يستخدم حتى الخمسينيات من القرن الماضي لري أراضي ومزارع فلاحي المدينة، ولكن مع التزايد العمراني تحولت ذلك البئر إلى دوار مروري. وقد قامت مؤسسة "أصدقاء الكرة الارضية في عام 2003م بتنظيف البئر ضمن مشروع "الماء والجيرة الطيبة"، وبناء دوار من الحجر البازلتي الطبيعي وزعت فيه اشجار الزيتون وأشجار جمالية أخرى.